# Quercus benthamii
Espèce
Classification phylogénétique
Statut de conservation UICN

 NT  : Quasi menacé
Quercus benthamii est une espèce de plantes de la famille des Fagaceae. Cette espèce de chêne se rencontre au Guatemala et au Mexique. L'espèce est menacée par la destruction de son habitat.

## Synonymes
- Quercus gemmata Trel.
- Quercus lowilliamsii C.H.Mull.
- Quercus undulata Benth.